# البحرية الإمبراطورية اليابانية
البحرية الإمبراطورية اليابانية رسميًا بحرية الإمبراطورية اليابانية العظمى كانت سلاح البحرية في إمبراطورية اليابان من عام 1869 حتى 1947. بحلول العام 1920، أصبحت القوات البحرية الإمبرطورية اليابانية الثالثة على مستوى العالم من حيث الحجم بعد البحرية الملكية البريطانية وبحرية الولايات المتحدة. الذراع الجوي للقوات البحرية الإمبراطورية سمى خدمات البحرية الإمبراطورية اليابانية الجوية.

## التاريخ
بعد أن أُجبرت اليابان على فتح أبوابها للدول الأجنبية في إتفاقية كاناغاوا، تعرضت اليابان للتأثيرات الأجنبية. إعترفت الشوجونيت توجوغاوا بضعف البلاد من بحرياً خاصةً وأن اليابان جزيرة. وشرع في سياسة نشطة من الاستيعاب واعتماد التقنيات البحرية الغربية. في عام 1855، بمساعدة الهولنديين، حَصلت الشوجونيت «الحكومة اليابانية» على أول سفينة حربية بخارية «كانكوا مارة» (Kankō Maru)، وبدأت في إستخدامها للتدريب، وإنشاء مركز تدريب بحري في مدينة ناجازاكى. تم استخدام سفينة كانكوا مارة لنقل أول وفد يابانى للولايات المتحدة عام 1860.
تم إرسال بعض الساموراى مثل «إينوموتوا تكياكى» (1836- 1908) إلى هولندا للدراسة لبضع سنوات. في عام 1850 تم نقل مركز التدريب البحرى إلى طوكيو.
في عام 1865 تم تعيين المهندس الفرنسى «ليونسيه فينري» لبناء أول ترسنة بحرية حديثة يابانية. سَمحت الشوجونيت أيضا وأمرت مقاطاعات مختلفة بشراء السفن الحربية وتطوير الأساطيل البحرية، مقاطعة ساتسوما، على وجه الخصوص، التمسوا من الشوجونيت بناء السفن البحرية الحديثة. [12] وقد تم إنشاء مركز بحري من قِبل مقاطعة ساتسوما في كاجوشيما، وتم إرسال الطُلاب إلى الخارج للتدريب وتم الحصول على عدد من السفن. إنضمت مقاطاعات تشوشو" Chōshū " وهنزن "Hizen" وتوسا "Tosa" وكاجا "Kaga" إلى ساتسوما "Satsuma" في الحصول على السفن. ولكم مع ذلك لم يكن هذا كافياً لمنع البريطانيين من قصف كاجوشيما في عام 1863 أو قصف الحُلفاء لشيمونوسكي في 1863-1864.
بحلول مُنتصف ستينيات القرن التاسع عشر كان لدى الشوجونيت أسطول من ثماني سفن حربية وستة وثلاثين سفينة مساعدة. كانت ساتسوما (التي كانت تمتلك أكبر أسطول مُقاطعى) تملك تسع سفن بخارية، كان لدى تشوشو خمس سفن بالإضافة إلى العديد من السفن المساعدة، وكان لدى كاجا عشر سفن وثيكوزين ثمانية. كما حصلت العديد من المقاطاعات الصغيرة على عدد من السفن. مع ذلك كانت هذه الأساطيل تشبه منظامات بحرية صغيرة بدلاً من بحرية فعلية حيث كانت تعمل فيها السفن كنقلات بالإضافة إلى كونها سفن قتالية، فقد تم تشغيلها أيضًا بواسطة أفراد كانوا يفتقرون إلى خبرة في الملاحة البحرية باستثناء الإبحار الساحلي ولم يتلقوا أي تدريب قتالي تقريبًا.

## النشأة

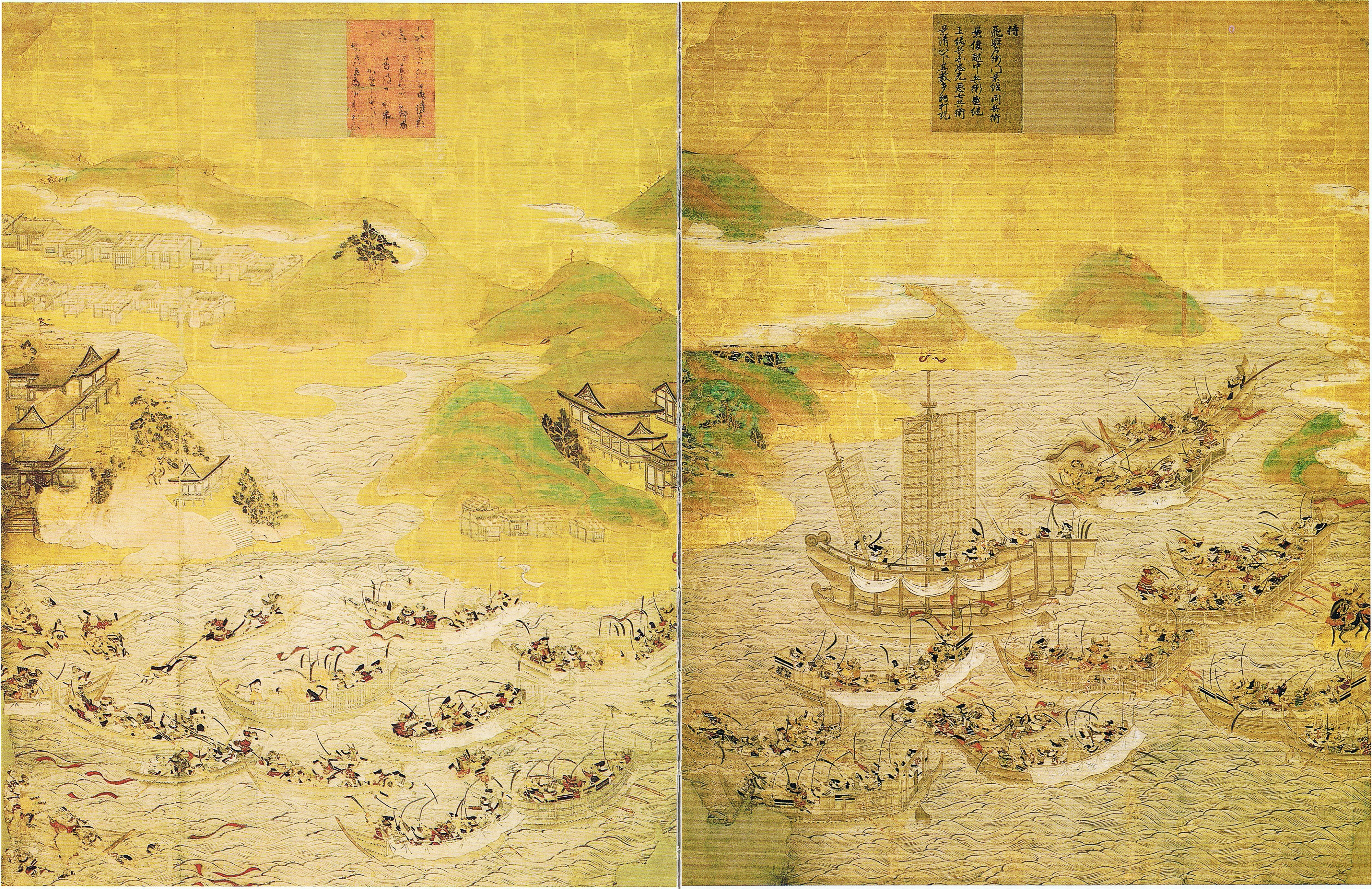
معركة دان نو أورا عام 1185

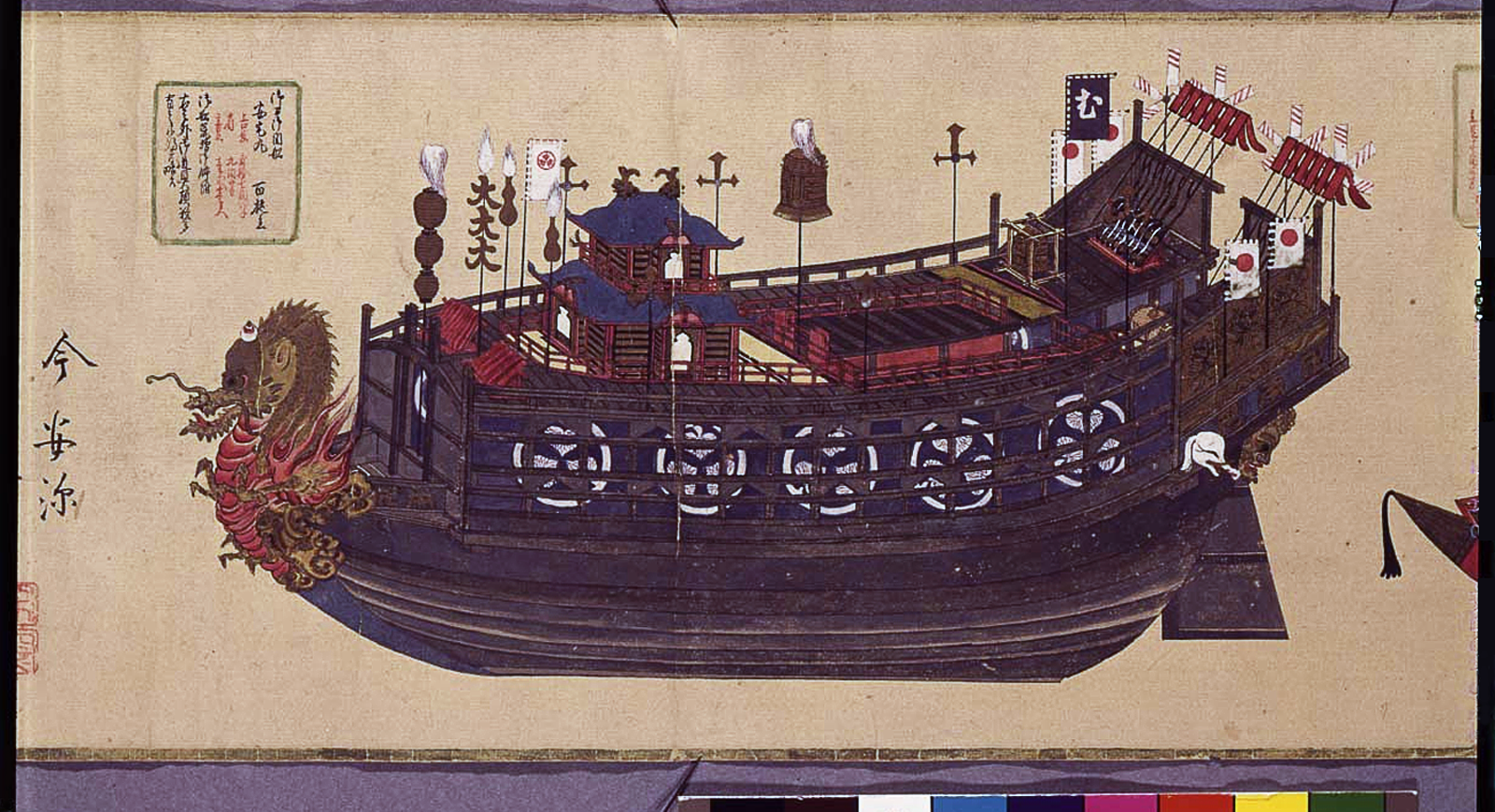
سفينة حربية ساحلية يابانية من القرن السادس عشر "أتاكيبوني" تحمل رمز توكوغاوا كلان.

لليابان تاريخ طويل من التفاعل البحري مع القارة الآسيوية، بما في ذلك نقل القوات بين كوريا واليابان، بدءًا على الأقل مع بداية فترة كوفون في القرن الثالث. بعد محاولات الغزو المغولية لليابان من قبل قوبلاي خان في 1274 و 1281، أصبح القراصنة اليابانيون «wakō» نشطاء جدًا في نهب في ساحل الصين
قامت اليابان بجهود بناء بحرية كبيرة في القرن السادس عشر، خلال فترة الممالك المتحاربة عندما بدأ الحكام الإقطاعيون يتنافسون على سيادة الأساطيل للسوحل الشاسعة بعدة مئات من السفن. في ذلك الوقت، ربما تكون اليابان قد طورت واحدة من أولى السفن الحربية الحديدية عندما كان أودا نوبوناغا، وهو إقطاعي، قد صنع عام 1576 سفينة مغطاه بالحديد. وفي عام 1588 أصدر تويوتومي هيديوشي حظرًا على قرصنة واكو. ثم أصبح القراصنة تابعين لهاديوشي، وكانوا يشكلون القوة البحرية المستخدمة في الغزو الياباني لكوريا (1592-1598).
قامت اليابان ببناء أول سفنها الحربية الكبيرة العابرة للمحيط في بداية القرن السابع عشر، بعد اتصالات مع الدول الغربية خلال فترة تجارة نانبان. في عام 1613، قام دايميو من سينداي، بالاتفاق مع توكوغاوا باكوفو، ببناء ديت مارو، وهي سفينة من نوع جاليون تزن 500 طن نقلت السفارة اليابانية في هاسيكورا تسونيناغا إلى الأمريكتين، والتي استمرت بعد ذلك إلى أوروبا. من عام 1604، كلفت الباكوفو أيضًا حوالي 350 سفينة الختم الحمراء، مسلحة في العادة وتضم بعض التقنيات الغربية، خاصة لتجارة جنوب شرق آسيا.

## إنشاء البحرية الإمبراطورية اليابانية (1868-1872)
أدت أعتلاء الإمبراطور مييجي الحكم في عام 1868 إلى الإطاحة بنظام الشوغون. بدأً من عام 1868، شرعت حكومةميجي في تحديث ومركزة اليابان.

### حرب البوشين
على الرغم من أن استعراش مييجي وأطاحة حكومة توكوغاوا الشوغونية، أدت التوترات بين الحكام السابقين والقائدة الجدد إلى حرب البوشين (يناير 1868 إلى يونيو 1869). اشتمل الجزء الأول من الصراع إلى حد كبير على المعارك البرية، حيث لعبت القوات البحرية دورًا محدودًا في نقل القوات من غرب اليابان إلى شرقها.  فقط معركة أوا (28 يناير 1868) المعركة البحرية الوحيدة ذات أهمية؛ أثبت هذا أيضًا أحد إنتصارات توكوغاوا القليلة في الحرب. استسلم توكوغاوا يوشينوبو في النهاية بعد سقرط إيدو في يوليو 1868، ونتيجة لذلك قبلت معظم اليابان حكم الإمبراطور، لكمن بقية جزء من المقاومة في الشمال في جزيرة هوكايدوا متمثلة في جمهورية إيزو.
بعد معركة أوساكا البحرية، أستسلمت بقايا الحكام السابقين متمثلين بجمهورية إيزو وتوحدت اليابان.

### التوحيد
في فبراير 1868، وضعت الحكومة الإمبراطورية جميع سفن الشوغون البحرية التي تم الاستيلاء عليها تحت قسم شؤون جيش البحرية. في الأشهر التالية، أصبحت القوات العسكرية التابعة للحكومة تحت سيطرة العديد من المنظمات التي تم تأسيسها ثم حلها حتى إنشاء وزارة الحرب ووزارة بحرية اليابان في عام 1872. خلال العامين الأولين (1868-1870) من ولاية ميجي، لم يكن هناك أسطول بحري وطني خاضع للسيطرة المركزية، - قامت حكومة ميجي بإدارة سفن توكوجاوا التي تم الاستيلاء عليها في المرحلة الأولى من حرب بوشين 1868-1869 . ظلت جميع السفن البحرية الأخرى تحت سيطرة مختلف حكام المقاطعات التي تم الحصول عليها خلال فترة باكوماتسو. عكست القوات البحرية البيئة السياسية لليابان في ذلك الوقت: احتفظ حكام المقاطعات باستقلالها السياسي وكذلك العسكري عن الحكومة الإمبراطورية. تم جلب كاتسو كايشو قائدًا سابقًا في البحرية في توكوغاوا إلى الحكومة كنائب لوزير البحرية في عام 1872، وأصبح أول وزير البحرية من 1873 حتى 1878 بسبب خبرته البحرية وقدرته على السيطرة على أفراد توكوغاوا الذين احتفظوا بمناصب في القوات البحرية الحكومية. عند توليه منصبه، أوصى كاتسو كايشو بالمركزية السريعة لجميع القوات البحرية - الحكومية والمجال - تحت وكالة واحدة. لم يكن لدى حكومة ميجي الوليدة في سنواتها الأولى القوة السياسية والعسكرية اللازمة لتنفيذ مثل هذه السياسة، وهكذا، مثل الكثير من الحكومة، احتفظت القوات البحرية بهيكل لامركزي في معظم سنوات 1869 حتى 1870.
الحادث الذي ينطوي على رفض Enomoto Takeakis للاستسلام وهروبه إلى جزيرة هوكايدوا مع جزء كبير من أفضل السفن الحربية السابقة في بحرية التوكوجاوا أحرج حكومة ميجي سياسيًا. وكان على الجانب الإمبراطوري الإعتماد على مساعدة بحرية كبيرة من حكام المقاطعات حيث لم يكن لدى الحكومة قوة بحرية كافية لإخماد التمرد بمفردها. على الرغم من استسلام القوات المتمردة في هوكايدو، أظهر رد الحكومة على التمرد الحاجة إلى قوة بحرية مركزية قوية. حتى قبل التمرد، أدرك قادة الاستعادة الحاجة إلى مزيد من المركزية السياسية والاقتصادية والعسكرية وبحلول أغسطس 1869، أعادت معظم المقاطعات أراضيها وسجلات السكان إلى الحكومة. في عام 1871 ألغيت اللامركزية تمامًا وكما هو الحال مع السياق السياسي، بدأت مركزية البحرية بتبرع المجالات بقواتها للحكومة المركزية. ونتيجة لذلك، تمكنت اليابان أخيرًا في عام 1871 من التباهي بامتلاك قوة بحرية خاضعة للسيطرة المركزية، وكانت هذه أيضًا البداية المؤسسية للبحرية الإمبراطورية اليابانية.
في فبراير 1872، تم استبدال وزارة الحرب بوزارة منفصلة بالجيش ووزارة بحرية. في أكتوبر 1873، أصبح كاتسو كايشو وزيرًا للبحرية.

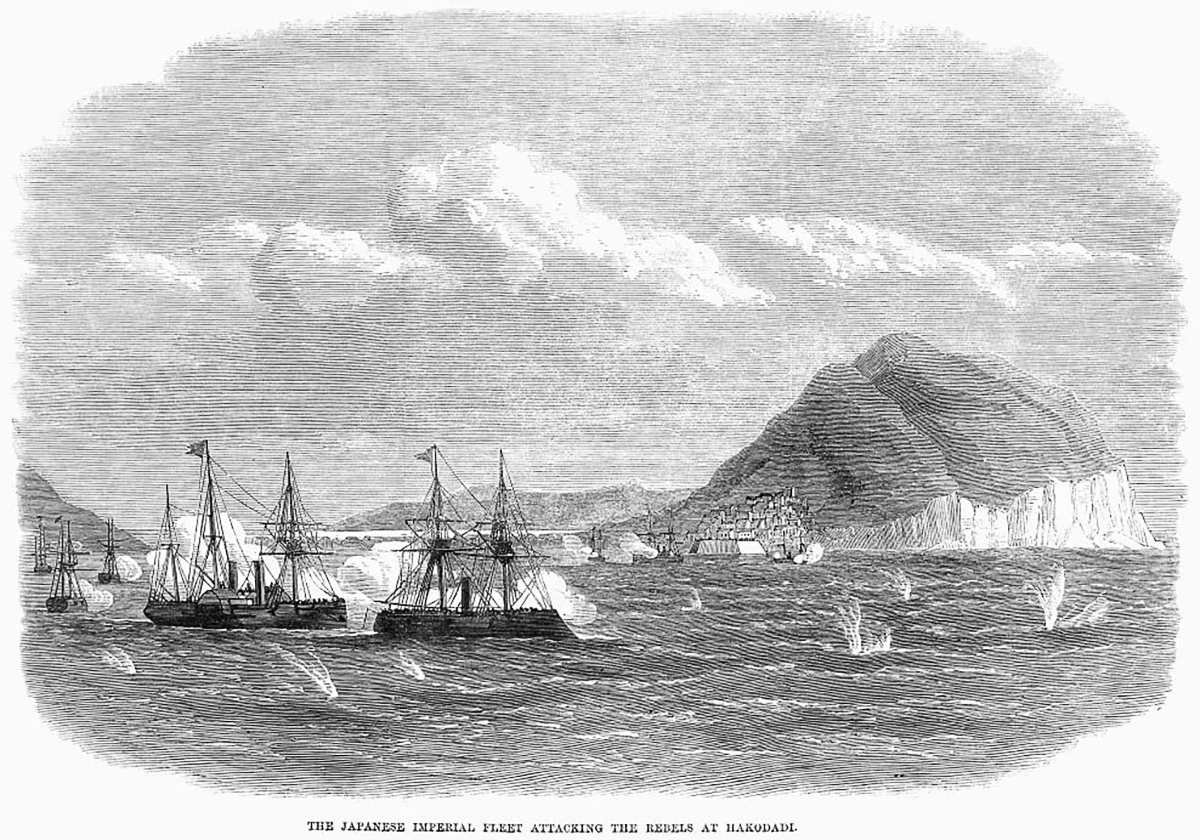
معركة هاكوداته البحرية ، مايو 1869 ؛ في المقدمة ، السفينة الحربية ذات المجداف الخشبي Kasuga والسفينة الحربية الحديدية Kōtetsu التابعة للبحرية الإمبراطورية اليابانية

## اقرأ أيضا
- جيش اليابان الإمبراطوري
- قوة الدفاع الذاتي البحرية اليابانية